# Łukasz Porębski
Łukasz Porębski (Porebius, Porembius, Porenbuis, Prebius, Prębowicz, Pothebius, Porrhebius) (ur. w Bydgoszczy, zm. 1 listopada 1637 w Krakowie) – polski malarz, uczeń Tomasza Dolabelli.

## Życiorys
Był synem mieszczan bydgoskich Jana i Anny. Od 1615 roku znajdował się na liście członków cechu malarzy w Bydgoszczy. W 1617 przeprowadził się do Krakowa, gdzie od 1621 figuruje na jako członek tamtejszego cechu malarzy. Według Janiny Ruszczycównej malarz w 1615 roku został wyzwolony w Krakowie na towarzysza sztuki, a w 1624 został członkiem cechu. W 1630 roku ufundował epitafium burmistrza bydgoskiego Marcina Orłowity w kościele parafialnym Św. Mikołaja i Marcina w Bydgoszczy.

## Twórczość
Jego malarstwo charakteryzowała skromna gama kolorystyczna – przeważały odcienie czerwieni i brązu oraz szarawej zieleni. Według Jana Samka malarz plastykę postaci wydobywał światłocieniem, realistycznie traktował figurę ludzką, a fizjonomie różnicował nadając im głębię indywidualnego wyrazu.
Pierwszą znaną jego pracą jest sygnowany przez niego obraz ołtarzowy  Ukrzyżowanie wykonany dla kościoła Św. Marka w Krakowie. Od 1619 Porębski pracował na zlecenie zakonu kanoników regularnych laterańskich; dla nich namalował obrazy do kościoła Bożego Ciała w Krakowie:
- obrazy do ołtarza w kaplicy świętej Anny w kaplicy Arcybractwa Pięciu Ran Chrystusa
  - obraz ołtarzowy  Św. Anna Samotrzeć[b] ufundowany przez skarbnika zakonu Jana Gelaznego Żorawskiego
  - obraz do tego samego ołtarza, w predelli: Narodzenie Najświętszej Maryi Panny
  - obraz do tego samego ołtarza, w zwieńczeniu: Nawiedzenie
- obraz w nawie południowej pt. Cuda bł. Stanisława Kazimierczaka (Uzdrowienie chorych)[c];
- obraz w nawie północnej pt. Śmieć bł. Stanisława Kazimierczyka (1619);
- obraz do predelli ołtarza Św. Dziewic w nawie południowej z 1623 (niezachowany);
- obrazy do ołtarza Mariae Maioris (tryptyk przy łuku tęczy, po stronie epistoły) z 1624:
  - od malowania Panny Marii we śrzodku[d] (obraz powstały na podstawie pracy Marina de Vos)
  - od tumby kędy s. Augustinus zł 10 (w predelli)
  - od wierzchniej tablicy
  - od czterech kardynałów, którzy są na skrzydłach
  - z drugą stroną skrzydeł za dwa obrazy Salwadora i P. Marii
- tryptyk do ołtarza Salwadora z 1625 (po przeciwległej stronie łuku tęczy); obecnie zachowany jest jedynie obraz środkowy Sallwadora wykonany na wzór pracy Martina de Vos
  - od malowania tumby złota zł 10
  - od czterech papieżów, którzy są na skrzydłach zł 20
  - od wierzchniej tablicy..
  - za drugą stronę skrzydeł
  -  za dwa posągi
- obraz w nawie północnej Iudicium Sanguinarium (Sąd Chrystusa w pałacu arcykapłana) z 1628, obraz inspirowany ryciną Adraene Collaerta, wg wzoru Martina de Vos;
- obraz Foelix Saeculum z pięcioma postaciami, które żyły w Krakowie w XV wieku i zmarły w opinii świętości: Janem Kantym, Szymonem z Lipnicy, Stanisławem Kazimierczykiem, Michałem Giedryciem, Świętosławem Milczącym.
- malowidła na drzwiach z 1626–1628 – na awersach z dwunastoma kwaterami przedstawiającymi aniołów niosących "Arma Christi" i rewersach ze scenami męki pańskiej i chwały Chrystusa. Drzwi wykonane były do mniejszej szafy Bractwa Najświętszego Sakramentu i Pięciu Ran w kaplicy Św. Anny[3].

Łukasz Porębski pracował również dla dawnego kościoła Reformatów w Krakowie, gdzie prawdopodobnie wykonał obrazy Uczta u Szymona i Powrót syna marnotrawnego. Dla kościoła polskiego Świętego Stanisława Biskupa i Męczennika w Rzymie wykonał w 1621 roku obraz ołtarzowy Św. Kazimierz klęczący przed Matką Boską.
Łukasz Porębski został pochowany w dawnym kościele Reformatów na Garbarach w Krakowie, gdzie w przedsionku kościoła znajdowało się poświęcone mu epitafium ufundowane przez jego żonę z inskrypcją: Zeuxina i Apellesa ulubieniec, czciciel muz.